# 岐阜県道58号関金山線

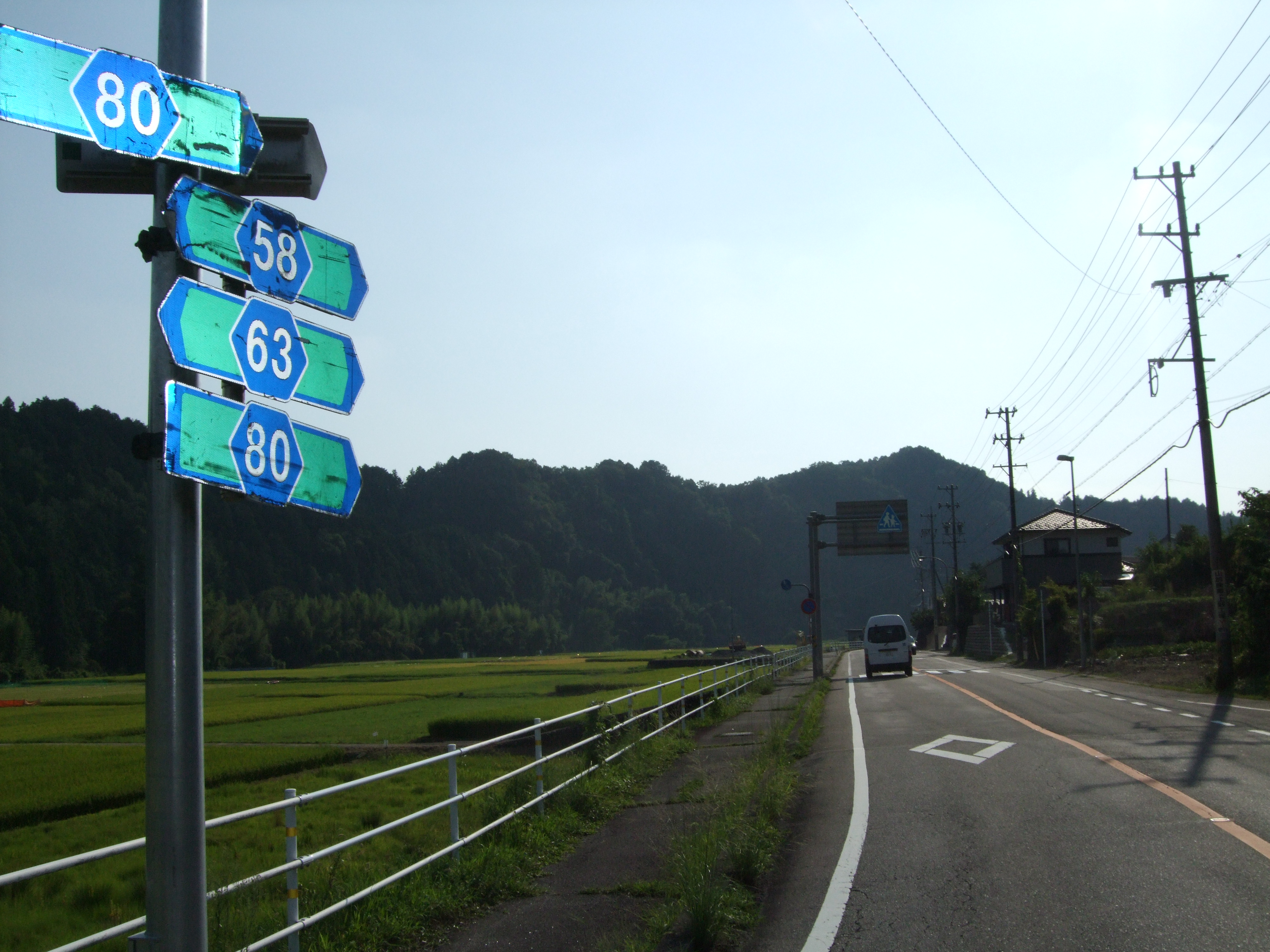
岐阜県道63号、80号との重複区間（関市下之保）

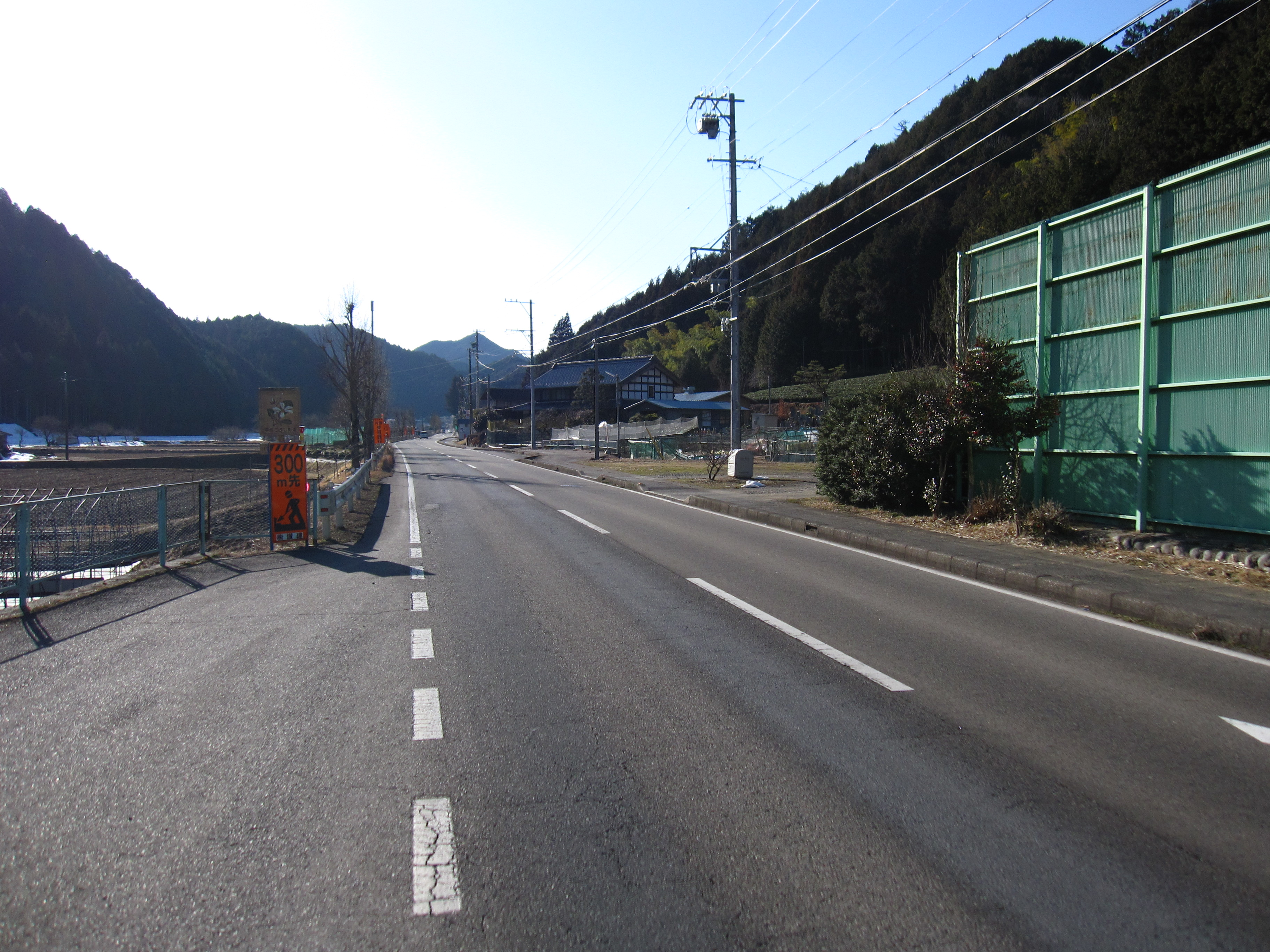
下呂市金山町菅田桐洞地内

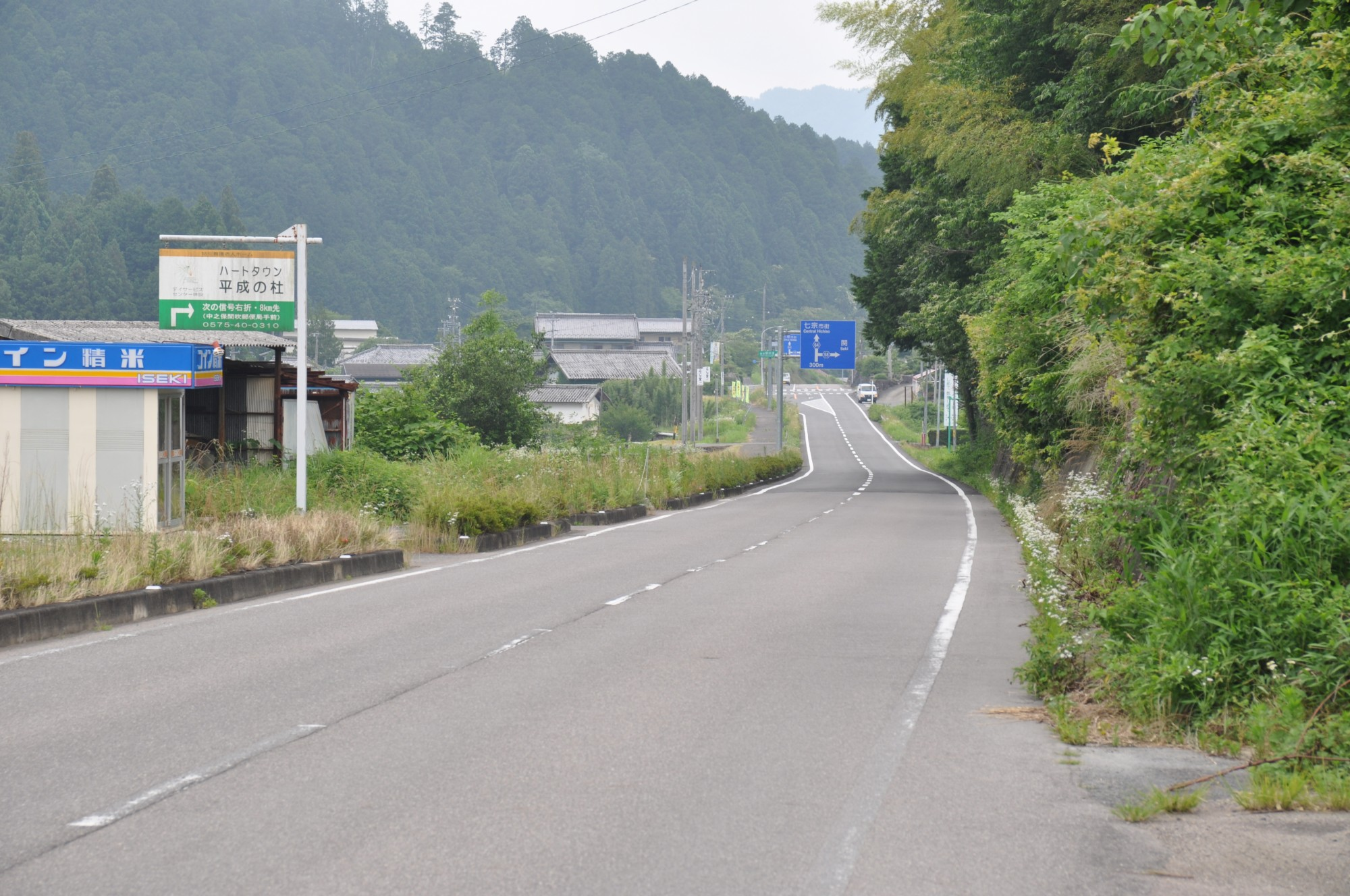
七宗町神淵地内

岐阜県道58号関金山線（ぎふけんどう58ごう せきかなやません）とは、岐阜県関市と岐阜県下呂市を結ぶ県道（主要地方道）である。

## 概要
「平成こぶし街道」とも呼ばれ、道沿いにコブシの木が植えられている。「飛騨西街道」の一部であり、1952年（昭和27年）の県道の再編までは岐阜県道1号の一部であった。
岐阜市、関市方面から飛騨方面への主要ルートで、飛騨美濃道路（郡上市 - 高山市）開通前は、国道21号 - 国道41号ルートの美濃加茂市付近の渋滞を避けられる最速ルートであった。東海北陸自動車道の全通後は東海北陸自動車道が最速ルートである。

### 路線データ
- 起点：岐阜県関市旭ヶ丘3丁目（旭ヶ丘3交差点=国道418号交点）
- 終点：岐阜県下呂市金山町金山（井尻交差点=国道41号交点）
- 実延長：39.079km[1]

## 歴史
- 1993年（平成5年）5月11日 - 建設省から、県道関金山線が関金山線として主要地方道に指定される[2]。

## 路線状況

### 別名
- 飛騨街道（関市、富加町、七宗町、下呂市）
- 飛騨西街道（関市、富加町、七宗町、下呂市）
- 平成こぶし街道（関市、富加町、七宗町、下呂市）
- 飛騨木曽川ユリノキ街道（下呂市）

### 重複路線
- 岐阜県道63号美濃加茂和良線（関市神野・神野交差点 - 関市中之保・若栗交差点）
- 岐阜県道80号美濃川辺線（関市下之保）
- 岐阜県道64号可児金山線（加茂郡七宗町神渕・神渕上中切交差点 - 下呂市金山町金山・井尻交差点）

### 道路施設
トンネル
- 袋坂トンネル（加茂郡七宗町 - 下呂市）

道の駅
- 道の駅平成（関市）

## 地理

### 通過する自治体
- 岐阜県
  - 関市 - 加茂郡富加町 - 関市 - 加茂郡七宗町 - 下呂市

### 交差する道路
- 国道418号（関市旭ヶ丘・旭ヶ丘3交差点）
- 岐阜県道364号大平賀富加停車場線（加茂郡富加町大平賀）
- 東海環状自動車道 富加関IC・岐阜県道343号富加美濃線（加茂郡富加町大平賀）
- 岐阜県道63号美濃加茂和良線（関市神野・神野交差点）
- 岐阜県道286号神野美濃線（関市神野）
- 岐阜県道80号美濃川辺線（関市下之保）
- 岐阜県道80号美濃川辺線（関市下之保・殿村交差点）
- 岐阜県道63号美濃加茂和良線（関市中之保・若栗交差点）
- 岐阜県道64号可児金山線（加茂郡七宗町神渕・神渕上中切交差点）
- 岐阜県道294号上之保下袋坂線（下呂市金山町菅田笹洞）
- 国道41号（国道256号重複）（下呂市金山町金山・井尻交差点）

### 主な峠
- 袋坂峠（加茂郡七宗町 - 下呂市）

### 沿線
- 津保川
- 関市武儀事務所
- 神淵川
- 菅田川